# Kadar Hassan
Kadar Hassan, właśc. Ismail Ahmed Kadar Hassan (ur. 23 maja 1987 w Lille) – dżibutyjski piłkarz występujący na pozycji pomocnika.
W reprezentacji Dżibuti zadebiutował 31 maja 2008 w przegranym 1:8 meczu el. do MŚ 2010 z Malawi. W latach 2008–2015 w drużynie narodowej zagrał cztery razy.

## Statystyki ligowe
| Rozgrywki | Poziom | Kraj     | Mecze | Gole |
| --------- | ------ | -------- | ----- | ---- |
| I liga    | I      | Słowacja | 52    | 0    |
| Ligue 1   | I      | Algieria | 4     | 0    |
| Liga I    | I      | Rumunia  | 1     | 0    |
| National  | III    | Francja  | 28    | 4    |